# Eutymius Veliký
Eutymius Veliký (377, Melitene – 20. ledna 473, Jeruzalém) byl mnich a poustevník v Palestině, pozdější opat. Byl přítelem a velkým vzorem sv. Gerasima Jordánského. Katolíci, pravoslavní a Arménská apoštolská církev jej uctívají jako světce. Liturgická památka připadá na 20. leden.

## Život
Pocházel z Melitene v dnešním Turecku. Po kněžském svěcení se stal mnichem a v devětadvaceti letech se usadil v Palestině. Putoval po svatých místech která znal z Písma a přebýval v jeskyních. Nakonec se usadil v pustém kraji mezi Jeruzalémem a Jerichem. Po pěti letech se uchýlil hlouběji do pouště do samoty.
Jeho příklad přitáhl mnoho mnichů, kteří toužili napodobit jeho styl života. Eutymius jim poskytoval duchovní vedení, nicméně dbal na to, aby si udržel svou samotu. Z těchto mnichů vzniklo osazenstvo kláštera, který se dnes jmenuje Lávra sv. Eutymia. Eutymius jedl jídlo jen v sobotu a v neděli, spal ve stoje nebo v sedě. Měl dar nazírání věcí budoucích a rovněž dar uzdravování nemocných. Zemřel v roce 473 ve věku 96 let.

## Úcta
Lidé se ke sv. Eutymiovi obracejí s prosbou o přímluvu v dobách hladomoru a při potížích se zplozením potomstva. Pravoslavná církev jej ctí jako jednoho z největších mnichů prvních staletí křesťanské historie. Liturgická památka tohoto světce se v katolické církvi slaví ve výroční den jeho úmrtí – 20. ledna. Rovněž tak u pravoslavných a u arménů, kteří se ovšem drží Juliánského kalendáře.

### Ikonografie
V ikonografii bývá Eutymius zobrazován jako proplešatělý mnich s plnovousem, v jedné ruce s knihou řeholních pravidel, s druhou rukou v žehnajícím gestu. Na byzantské ikoně "Soboru přesvaté Bohorodičky" bývá zobrazován, jak v rukou drží rozvinutý svitek s nápisem: "Panna dnes rodí Předvěčného."